# A bit of Fry and Laurie
A Bit of Fry and Laurie, acortado como ABOFAL, es una serie de televisión británica de comedia protagonizada por Stephen Fry y Hugh Laurie, anteriormente miembros del grupo de humoristas Cambridge Footlights, transmitida en la cadena BBC entre 1989 y 1995. Se emitieron cuatro temporadas, con un total de 26 episodios, incluyendo un capítulo piloto de 35 minutos en 1987. Si bien Fry y Laurie han expresado su interés en volver a trabajar juntos, esto aún no se ha concretado debido a otros compromisos profesionales.
El programa consistía en sketches de comedia bastante excéntricos, en que los juegos de palabras elaborados y las insinuaciones formaron el pilar principal de su material. Algunos sketches jugaron con cruzar la línea de la vulgaridad, pero siempre antes de sobrepasar el límite.
El programa usualmente desafiaba las expectativas de la audiencia, rompiendo frecuentemente la cuarta pared; los personajes se convertían en las personas que son en la vida real en medio del sketch o la cámara comenzaba a enfocar al estudio. Además, el programa contenía entrevistas incongruentes al público o en la calle, al estilo del Monty Python's Flying Circus, a menudo haciendo afirmaciones absurdas basadas en juegos de palabras. También aparecía Laurie tocando el piano y otra gran variedad de instrumentos, hasta cantando en números de humor.

## Detalles de emisión
El capítulo piloto, con una duración de 36 minutos, fue emitido por BBC2 el 26 de diciembre (Boxing Day) de 1987, aunque posteriormente fue reducido a 29 minutos para las transmisiones, incluidas las emisiones del Paramount Comedy Channel. La versión completa está intacta en la Serie 1 de DVD. Fue el primer piloto de Fry y Laurie para la BBC, tras el rechazo de su intento previo en 1983, The Crystal Cube.
Las primeras tres temporadas se transmitieron por BBC2, canal tradicional para los sketches de humor de la BBC, mientras que la cuarta temporada cambió al BBC1, su canal principal de entretenimiento.

## Política
El programa no se amilanaba al comentar las noticias del día. En un sketch de la segunda temporada, el ministro del gobierno conservador era estrangulado mientras Stephen Fry le gritaba: «¿Qué le está usted haciendo al sector de la televisión? ¿Y qué le está usted haciendo al país?», en una referencia a la Ley de Emisión de 1990 y a quienes la apoyaban. La pareja atacaría después lo que ellos veían como los «efectos secundarios del acto maligno» en el sketch «Una vida de altos vuelos», una parodia de Una vida maravillosa, que evocaba un mundo en el que Rupert Murdoch no existía.
La serie hizo numerosos chistes a expensas de los primeros ministros conservadores del momento, Margaret Thatcher y John Major. Un sketch incluía el concurso televisivo "Joven Tory del Año", en el que un conservador (Laurie) recitaba un discurso deliberadamente incoherente que incluía palabras absurdas de moda, como ‘los valores de la familia’ y ‘la empresa individual’.
Noel Edmonds era también un objetivo frecuente. En un sketch, Fry supuestamente le había sacado el cerebro a Laurie, quien salía diciendo que acababa de ver a Noel Edmonds y que le parecía fantástico.

## Frases célebres
Cada episodio de las temporadas 3 y 4 terminaba con Stephen Fry preparando un cóctel de nombre ridículo y de preparación aún más ridícula. Fry suplicaba a Laurie que tocase el tema de cierre diciendo «Por favor, señor músico, ¿puede tocar?», entonces Fry agitaba el cóctel al ritmo de la música y se lo servía a Laurie (en la temporada 3) o a los actores invitados (temporada 4), mientras Laurie tocaba el piano y hacía de trompetista.
En las temporadas 3 y 4, la pregunta de Fry venía precedida de presentaciones absurdas: 
- «Digo, como me gusta en estas ocasiones, las seis palabras que abren la puerta a los hábitos sofisticados» (temporada 4, capítulo 3).
- «Y ahora en la coctelera de mi boca yo arrojo estas seis palabras: Usted por favor, ¿música quiere, señor tocar? (él agita su cabeza y hace un gruñido) y sirvo esta frase dorada» (temporada 4, capítulo 4).
- «Y mientras preparo estas gilipolleces marchosas, yo hago esta pregunta de acuerdo a ningún principio» (temporada 4, capítulo 5)
- «Mientras mezclo éstos, me giro hacía la elegante decana del baile y pregunto preguntonamente como si pudiera preguntar esto» (temporada 4, capítulo 6).
- (Preparando un ‘Modern Britain’, cóctel que también se llama 'Inglaterra moderna') «Pero quizás ustedes estén inspirados para añadir una pequeña, tierna, encantadora cereza de esperanza. Me pregunto. Mientras ustedes deciden, le suplico, por la más última de las últimas, ultimísima vez esta súplica a mi colega, el hombre melodía de Gran Bretaña, mientras le digo por favor, por favor, oh por favor, señor músico...»(temporada 4, capítulo 7).